# Eisenberg (Pfalz)
Eisenberg (Pfalz) ist eine Stadt  in der nördlichen Pfalz (Rheinland-Pfalz). Sie liegt im Donnersbergkreis, innerhalb dessen sie gemessen an der Einwohnerzahl die größte Kommune darstellt. Sie ist Verwaltungssitz der gleichnamigen Verbandsgemeinde, der neben der Stadt Eisenberg die eigenständigen Ortsgemeinden Ramsen und Kerzenheim angehören. Eisenberg ist gemäß Landesplanung als Mittelzentrum ausgewiesen.
Der Name weist auf frühere Eisengewinnung hin. Noch bedeutender war der Abbau von Tonmineralen und ist bis heute die Gewinnung von Klebsand.

## Geographie

### Lage und Gliederung
Eisenberg liegt in der Nordpfalz im Südosten des Donnersbergkreises und ist mit mehr als 9000 Einwohnern dessen größte Kommune. Neben Eisenberg selbst gehören noch die Stadtteile (Ortsbezirke) Stauf und Steinborn zum Stadtgebiet, ferner die Wohnplätze Abendthal, Erlenhof, Lauberhof, Ochsenbusch, Seltenbach und SOS-Kinderdorf. Nachbargemeinden sind – im Uhrzeigersinn – Kerzenheim, Ebertsheim, Tiefenthal, Hettenleidelheim, Wattenheim und Ramsen.

### Erhebungen
Im äußersten Westen der Gemarkung erhebt sich der 384 m hohe Klauserkopf, im Südwesten der 344,8 m hohe Pfaffenkopf. Im Bereich des Stadtteils Stauf stehen der 366 m hohe Kühberg und der 327,1 m hohe Schloßberg.

### Gewässer

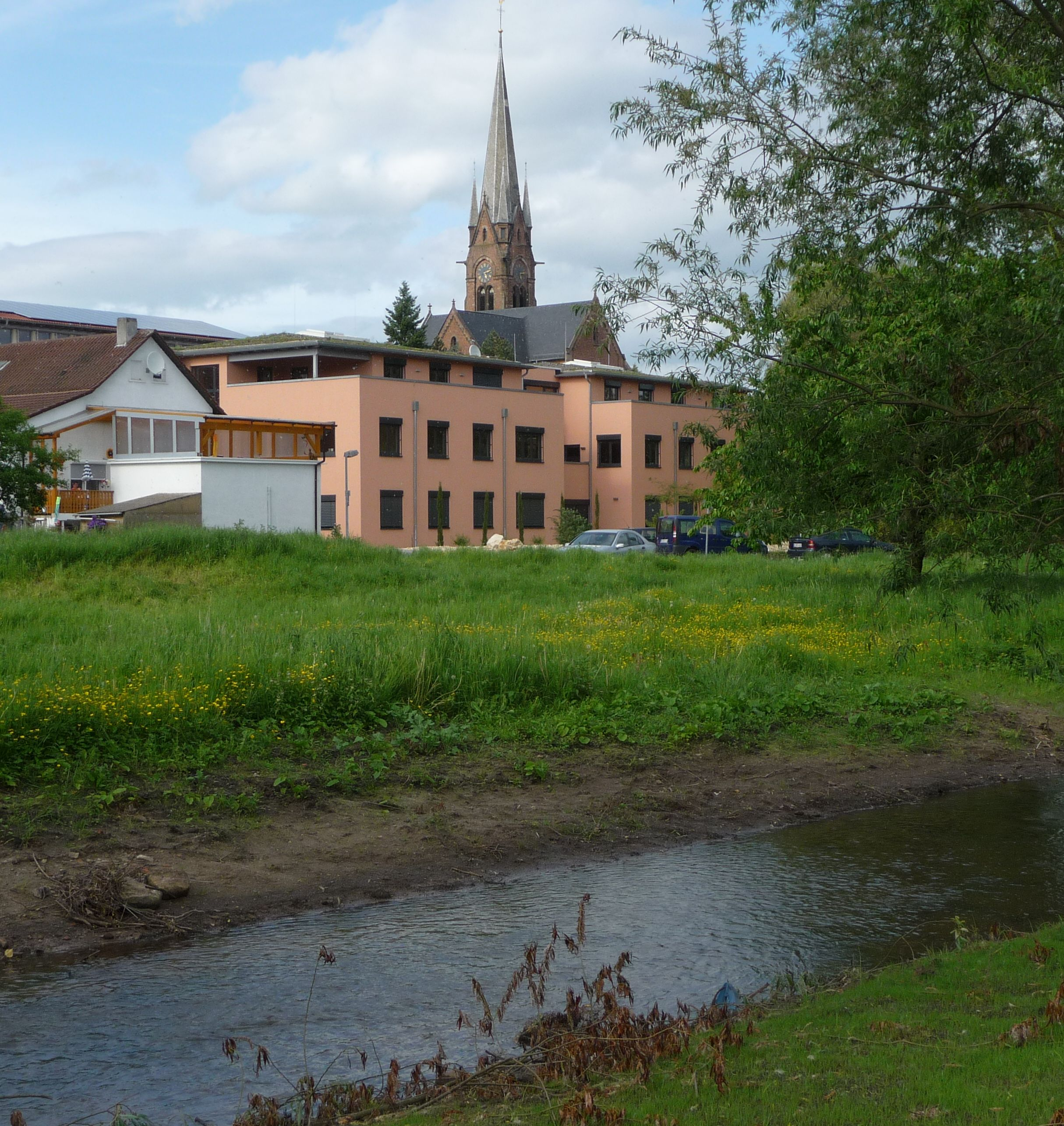
Eisbach in Eisenberg; im Hintergrund Azurit Hansa Zentrale und evangelische Kirche

Durch die Stadt fließt von Südwest nach Nordost der Eisbach, der nach etwa 30 km bei Worms von links in den Rhein mündet. Im Westen der Gemarkung bildet der Ellenbach teilweise die Grenze zu Ramsen. Auf der Gemarkung von Eisenberg entspringt der Diebskellerbach, dessen Mündung in den Eisbach sich jenseits des Stadtgebiets befindet. Am östlichen Stadtrand nimmt letzterer von links den Mühlgraben auf. Südöstlich der Kernstadt verläuft der Seltenbach, der den größten Teil der Gemarkungsgrenze zu Tiefenthal bildet.

### Geologie
Eisenberg ist Namensgeber des Eisenberger Beckens, in dessen Westen die Stadt liegt. Es wird nach Norden und Osten durch die südlichsten Teile des Alzeyer Hügellands, das Göllheimer Hügelland und den Grünstadter Berg abgeriegelt, zwischen denen lediglich das Eisbachtal einen schmalen Korridor zur Oberrheinebene schafft. Nach Westen begrenzt der Stumpfwald, nach Süden die Täler von Rothbach und Eckbach, hinter denen der Leininger Sporn aufragt.
Das Eisenberger Becken stellt eine abgesunkene Scholle des Buntsandstein dar. Infolge seiner Entstehung gehört das Eisenberger Becken zwar geologisch zum Pfälzerwald, aufgrund der Auflage von Gesteinen und Sanden des Tertiär und Quartär, der klimatischen Verhältnisse, der Topologie und der Nutzung ist es aber dem Rheinhessischen Tafel- und Hügelland zuzuordnen.
Im inneren Bereich wurden Klebsande und feuerfeste Tone abgebaut, der Abbau hat die Landschaft dort nachhaltig geprägt.

## Geschichte
Bereits die Römer hatten das Stadtgebiet besiedelt; in einem sogenannten Vicus ist ein Teil der noch nicht abgeschlossenen Ausgrabungen rekonstruiert, teilweise in einem Schutzbau. Dieser befindet sich an der Straße, die von der heutigen Umgehungs- beziehungsweise Römerstraße zum Ortsteil Seltenbach abzweigt. Die Siedlung ist mutmaßlich identisch mit dem bei Ptolemäus erwähnten Ort Rufiniana (griechisch Ρουφινιάνα) der germanischen Nemeter. Im Mittelalter wurde Eisenberg in der Form Ysinberc erstmals 763 urkundlich erwähnt.
Wie die nahegelegene zeitweilige Residenz Kirchheim – ab dem 19. Jahrhundert Kirchheimbolanden – gehörte Eisenberg vom 14. bis ins 18. Jahrhundert zum Haus Nassau beziehungsweise zum Fürstentum Nassau-Weilburg und unterstand der Herrschaft Kirchheim und Stauf.
Von 1798 bis 1814, als das linke Rheinufer Teil der Französischen Republik (bis 1804) und anschließend Teil des Napoleonischen Kaiserreichs war, war Eisenberg innerhalb des Departements Donnersberg in den Kanton Göllheim eingegliedert und besaß eine eigene Mairie. 1815 wurde die Pfalz Österreich zugeschlagen, bereits ein Jahr später wechselte sie als Rheinkreis in das Königreich Bayern. Von 1818 bis 1862 gehörte Eisenberg dem Landkommissariat Kirchheim, später Kirchheimbolanden, an; aus diesem ging das Bezirksamt Kirchheimbolanden hervor, das ab 1939 Landkreis Kirchheimbolanden genannt wurde.
Nach dem Zweiten Weltkrieg wurde Eisenberg innerhalb der französischen Besatzungszone Teil des damals 1946 neu gebildeten Landes Rheinland-Pfalz. Am 1. April 1962 wurde die bis dahin selbständige Gemeinde Stauf mit damals 294 Einwohnern nach Eisenberg eingemeindet.
Am 16. März 1963 erhielt Eisenberg die Stadtrechte. Im Zuge der ersten rheinland-pfälzischen Verwaltungsreform wechselte die Stadt 1969 in den neu gebildeten Donnersbergkreis; drei Jahre später wurde die Stadt Sitz der ebenfalls neu entstandenen gleichnamigen Verbandsgemeinde.

### Einwohnerstatistik
Entwicklung der Einwohnerzahl der Stadt Eisenberg (Pfalz); die Werte von 1871 bis 2011 beruhen auf Volkszählungen:
| Eisenberg: Einwohnerzahlen von 1815 bis 2024       | Eisenberg: Einwohnerzahlen von 1815 bis 2024 | Eisenberg: Einwohnerzahlen von 1815 bis 2024 | Eisenberg: Einwohnerzahlen von 1815 bis 2024 | Eisenberg: Einwohnerzahlen von 1815 bis 2024 |
| -------------------------------------------------- | -------------------------------------------- | -------------------------------------------- | -------------------------------------------- | -------------------------------------------- |
| Jahr                                               |                                              |                                              |                                              | Einwohner                                    |
| 1815                                               | 1815                                         |                                              | 634                                          | 634                                          |
| 1835                                               | 1835                                         |                                              | 1.142                                        | 1.142                                        |
| 1871                                               | 1871                                         |                                              | 1.479                                        | 1.479                                        |
| 1905                                               | 1905                                         |                                              | 3.170                                        | 3.170                                        |
| 1939                                               | 1939                                         |                                              | 4.204                                        | 4.204                                        |
| 1950                                               | 1950                                         |                                              | 4.595                                        | 4.595                                        |
| 1961                                               | 1961                                         |                                              | 5.944                                        | 5.944                                        |
| 1970                                               | 1970                                         |                                              | 7.581                                        | 7.581                                        |
| 1987                                               | 1987                                         |                                              | 8.077                                        | 8.077                                        |
| 1997                                               | 1997                                         |                                              | 9.660                                        | 9.660                                        |
| 2005                                               | 2005                                         |                                              | 9.716                                        | 9.716                                        |
| 2011                                               | 2011                                         |                                              | 9.158                                        | 9.158                                        |
| 2017                                               | 2017                                         |                                              | 9.295                                        | 9.295                                        |
| 2024                                               | 2024                                         |                                              | 9.137                                        | 9.137                                        |
| Quelle(n): Statistisches Landesamt Rheinland-Pfalz |                                              |                                              |                                              |                                              |

### Konfessionsstatistik
Mit Stand 30. Juni 2025 waren 28,1 % von den Einwohnern Mitglied der evangelische Kirche und 15,7 % der katholische Kirche; 56,2 % waren konfessionslos oder gehörten einer anderen Glaubensgemeinschaft an. Der Anteil der evangelischen und katholischen Kirchenmitglier an der Gesamtbevölkerung ist beträchtlich gesunken; 2005 waren unter den Einwohnern noch 46,2 % evangelisch, 23,1 % römisch-katholisch und nur 30,7 % waren konfessionslos oder gehörten einer anderen Glaubensgemeinschaft an.
Christentum
Im 16. Jahrhundert besaß das seinerzeit protestantische Eisenberg eine eigene Pfarrei, zu der damals zusätzlich das benachbarte Hettenheim gehörte. Die Evangelischen sind Teil der Protestantischen Landeskirche Pfalz. Die Katholiken gehören zum Bistum Speyer. Seit 1. Januar 2016 ist die katholische Kirche eine Filiale der in Hettenleidelheim ansässigen Pfarrei Hl. Lukas.
Judentum
Im Ort stand einst eine Synagoge.

## Politik

### Stadtrat
- SPD: 8
- FW: 10
- FDP: 1
- CDU: 5

Der Stadtrat in Eisenberg (Pfalz) besteht aus 24 Ratsmitgliedern, die bei der Kommunalwahl am 9. Juni 2024 in einer personalisierten Verhältniswahl gewählt wurden, und dem ehrenamtlichen Stadtbürgermeister als Vorsitzendem.
Die Sitzverteilung im Stadtrat:
| Wahl | SPD | CDU | Grüne | FDP | Linke | FW * | Gesamt   |
| ---- | --- | --- | ----- | --- | ----- | ---- | -------- |
| 2024 | 8   | 5   | –     | 1   | –     | 10   | 24 Sitze |
| 2019 | 9   | 3   | 2     | 1   | –     | 9    | 24 Sitze |
| 2014 | 9   | 4   | 1     | –   | –     | 10   | 24 Sitze |
| 2009 | 9   | 4   | –     | –   | 1     | 10   | 24 Sitze |
| 2004 | 9   | 6   | –     | –   | –     | 9    | 24 Sitze |

### Bürgermeister
Ehrenamtlicher Stadtbürgermeister ist Peter Funck (FW / FWG). Bei der Direktwahl am 26. Mai 2019 wurde er mit einem Stimmenanteil von 51,70 % gewählt. Nachdem bei der Direktwahl am 9. Juni 2024 keiner der fünf Kandidaten im ersten Wahlgang eine Mehrheit erreicht hatte, wurde Funck in der Stichwahl bei einer Wahlbeteiligung von 36,4 % mit 57,3 % der Stimmen gegen Sissi Lattauer (SPD) in seinem Amt bestätigt. Funck wurde 2019 Nachfolger von Adolf Kauth (FWG), der nach 23 Jahren Amtszeit nicht mehr angetreten war.
- 1946–1953 Josef Diehl (SPD), ehrenamtlicher Ortsbürgermeister
- 1953–1963 Josef Diehl (SPD), hauptamtlicher Ortsbürgermeister
- 1964–1972 Heinrich Rauschkolb (SPD), hauptamtlicher Stadtbürgermeister
- 1972–1982 Heinrich Rauschkolb (SPD), ehrenamtlicher Stadtbürgermeister in Personalunion als Bürgermeister der Verbandsgemeinde Eisenberg
- 1982–1985 Winfried Hirschberger (SPD), ehrenamtlicher Stadtbürgermeister in Personalunion als Bürgermeister der Verbandsgemeinde Eisenberg
- 1986–1996 Dietrich Holthöfer (SPD), ehrenamtlicher Stadtbürgermeister in Personalunion als Bürgermeister der Verbandsgemeinde Eisenberg
- 1996–2019 Adolf Kauth (FWG), ehrenamtlicher Stadtbürgermeister
- 2019–0000 Peter Funck (FW / FWG), ehrenamtlicher Stadtbürgermeister

### Wappen
| Wappen von Eisenberg | Blasonierung: „In Schwarz drei silberne Hufeisen 2:1 mit abwärts gekehrten Stollen.“ |
| Wappen von Eisenberg | Wappenbegründung: Der Ursprung dieses Wappens ist unbekannt, die Symbolik des Hufeisens wird oft im Zusammenhang mit Bergbau und Pferdezucht als Wappenmotiv gestiftet. Ein Hufeisen war bereits im 15. Jahrhundert das Symbol des Dorfes Eisenberg und erscheint auch auf dem ältesten erhaltenen Siegel, das bis zum Jahr 1622 verwendet wurde. Erst im 17. Jahrhundert wurde die Anzahl der Hufeisen auf drei erhöht. Das aktuelle Wappen wurde der Kommune im Jahr 1844 vom bayerischen König Ludwig I. in den Farben des Deutschen Ordens (Silber-Schwarz) gewährt, der in Eisenberg Besitztümer hatte. |

### Städtepartnerschaften
Die französische Stadt Sanvignes-les-Mines in Burgund und die englische Stadt Baldock in der Grafschaft North Hertfordshire sind Partnerstädte von Eisenberg.

## Kultur und Sehenswürdigkeiten

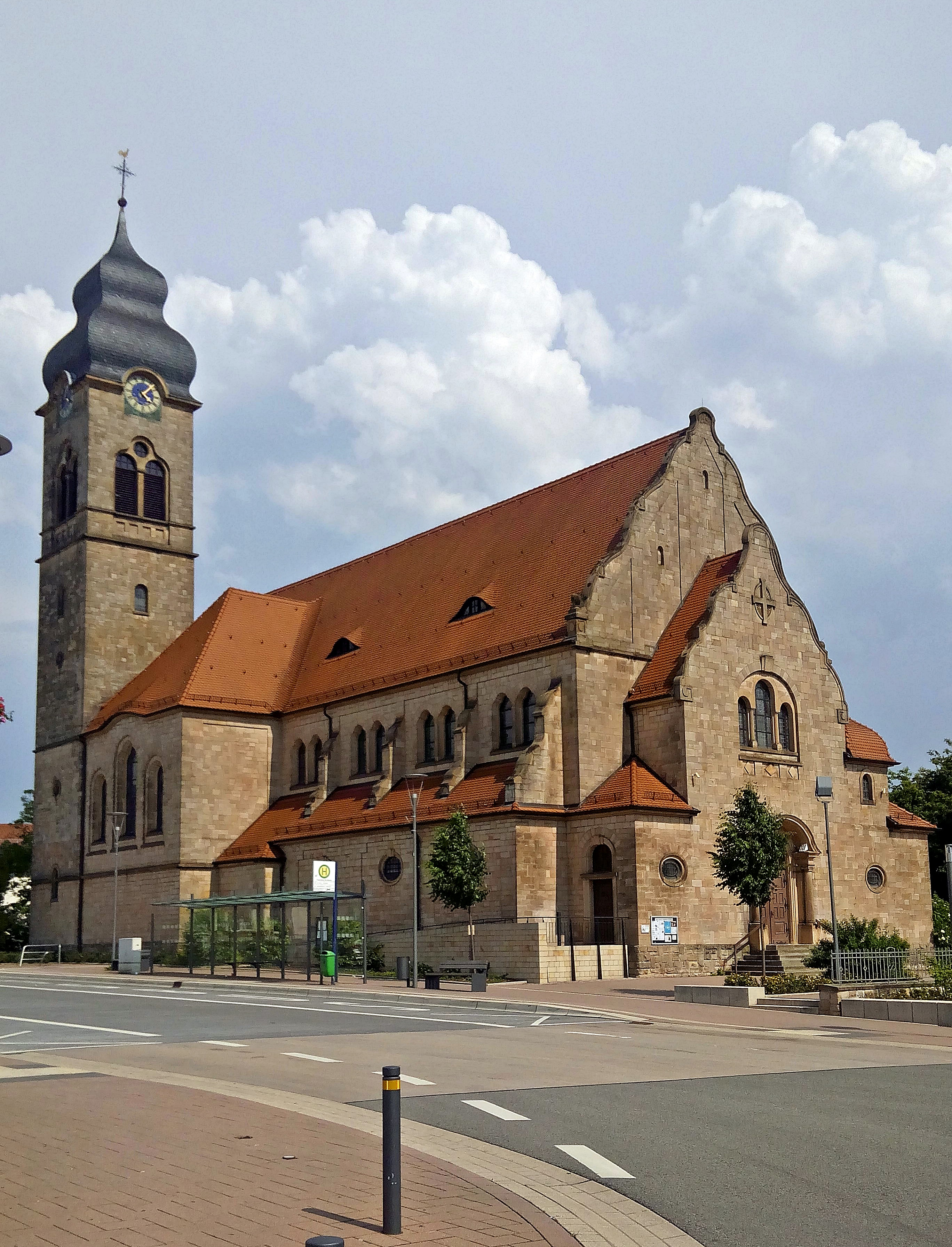
Katholische Kirche
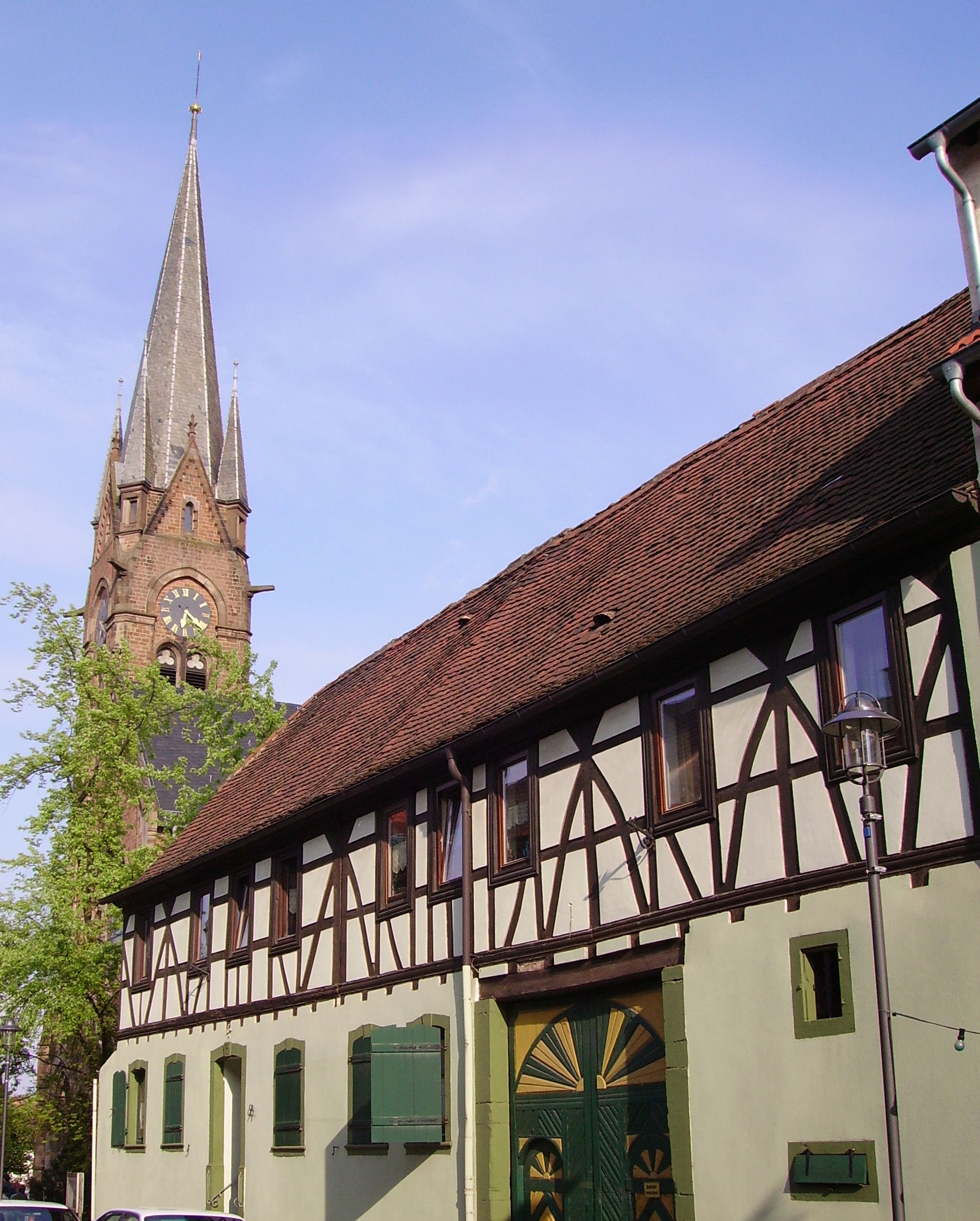
Evangelische Kirche
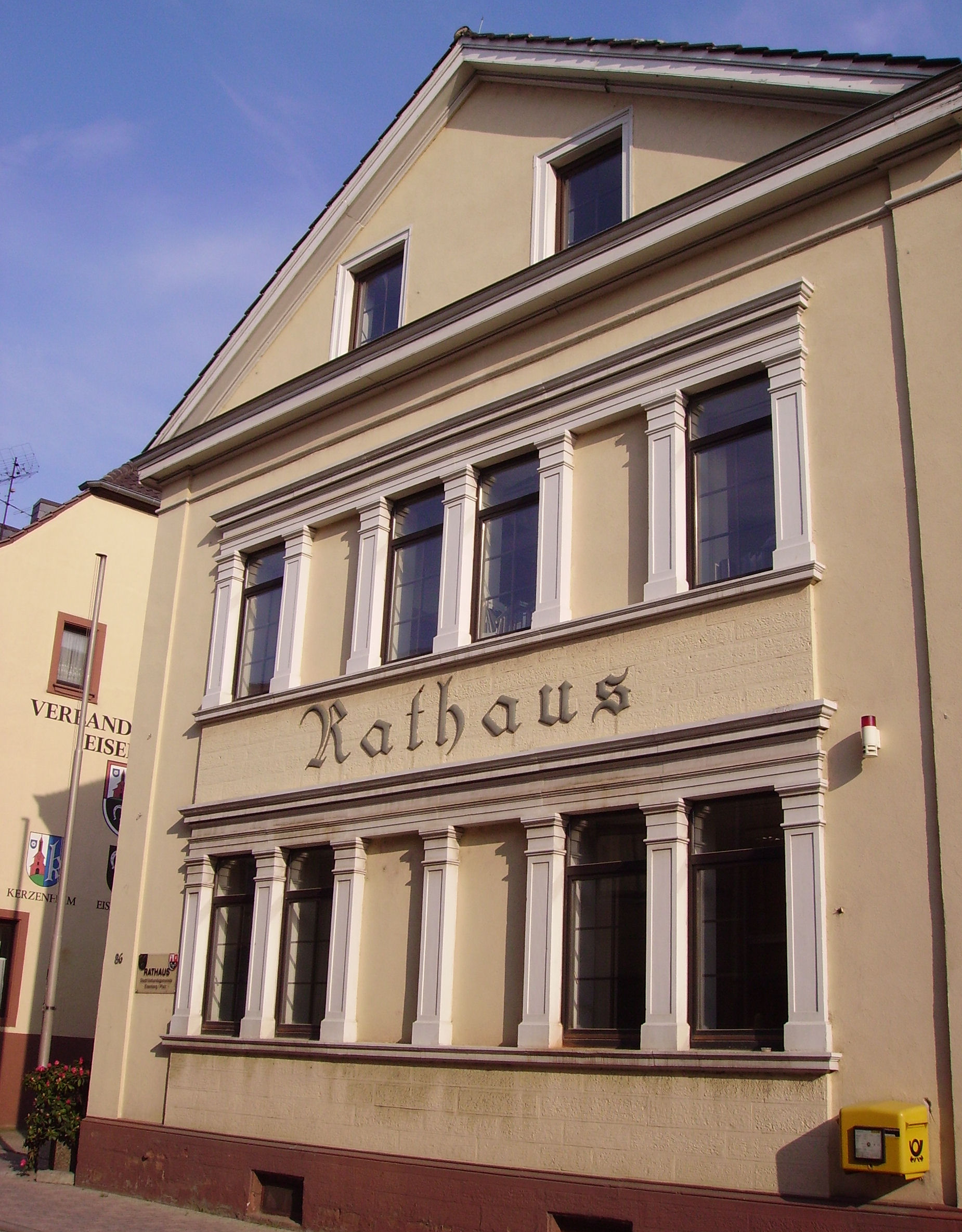
Rathaus
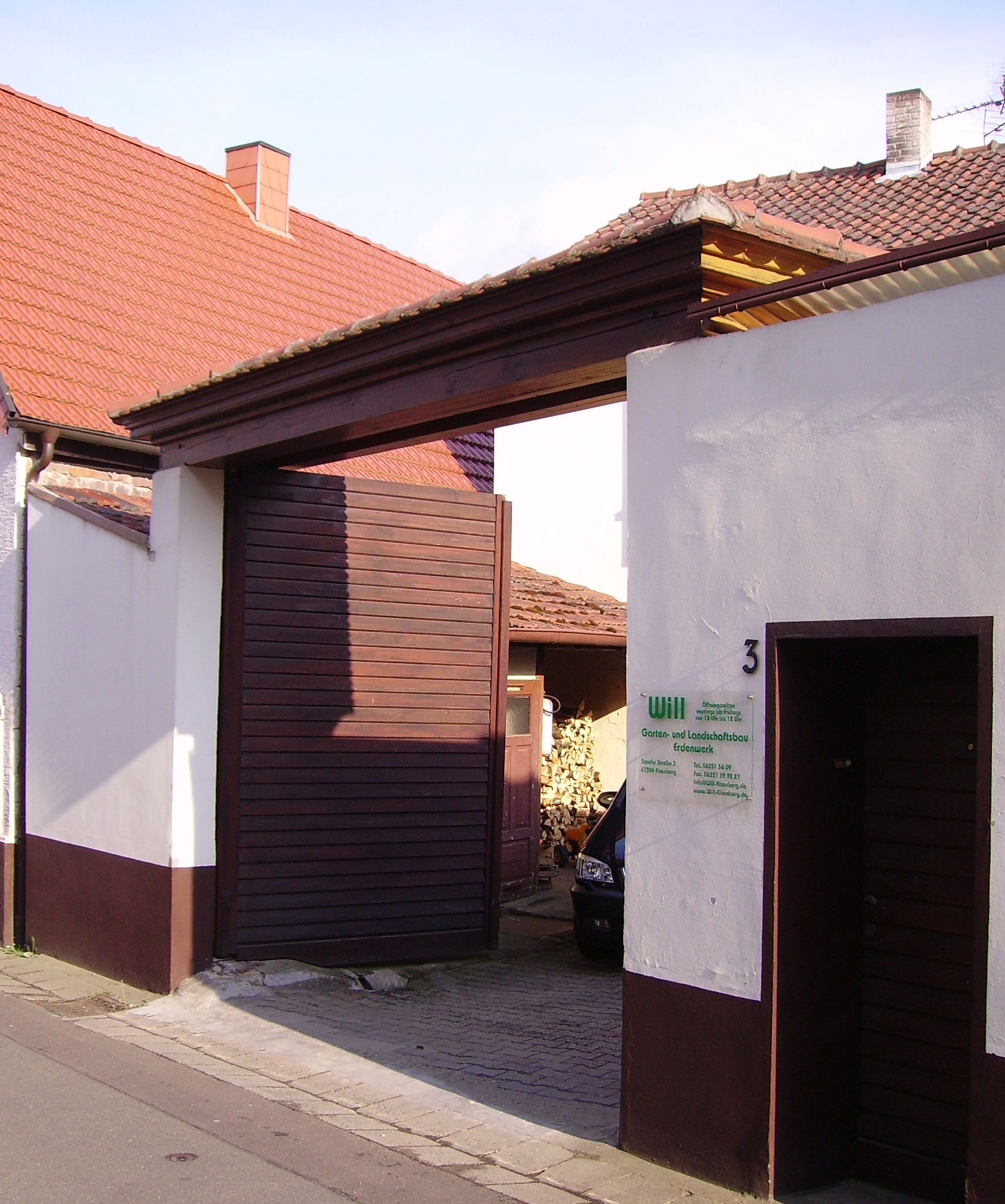
Scheitrechtes Hoftor
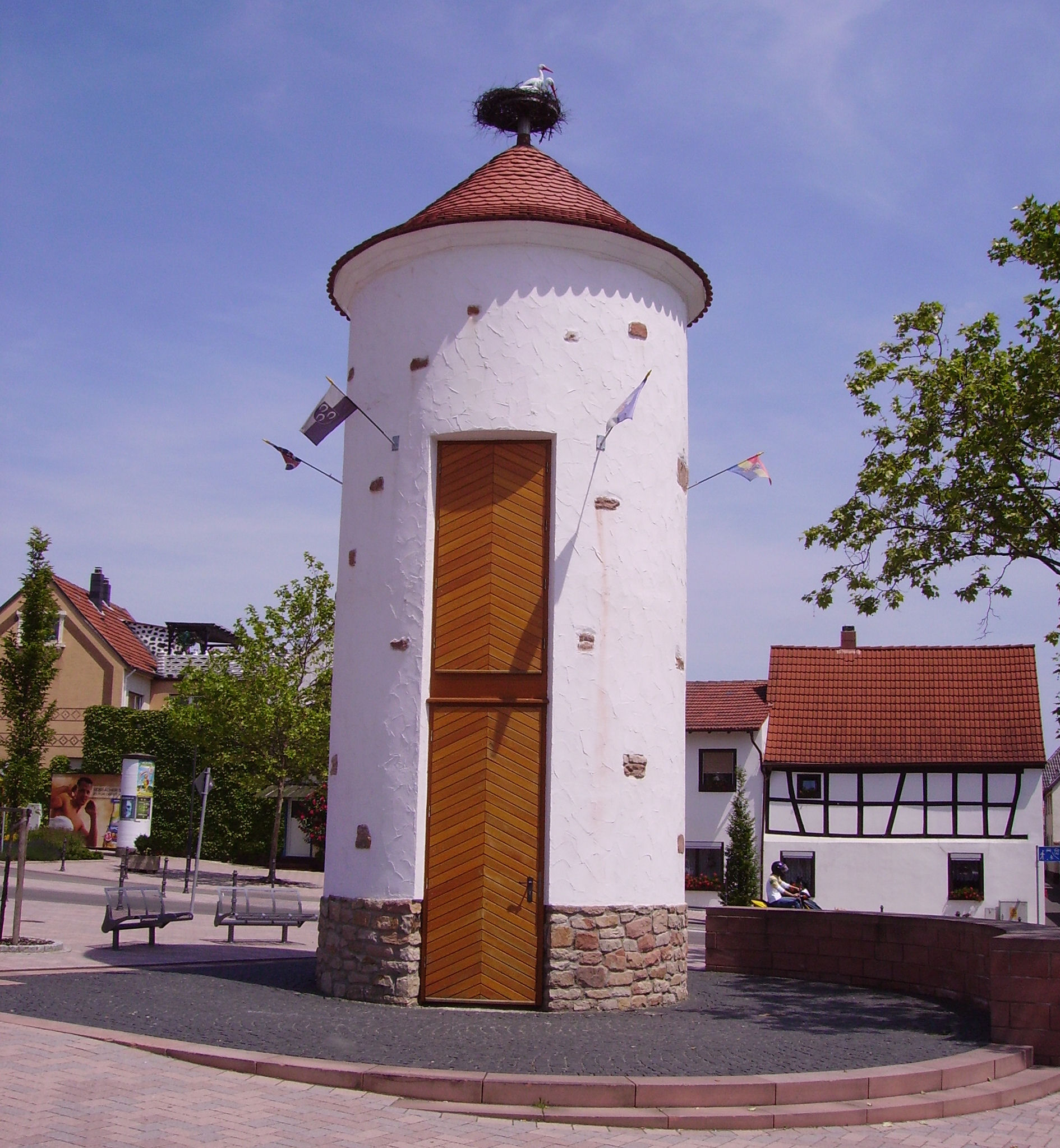
Storchenturm
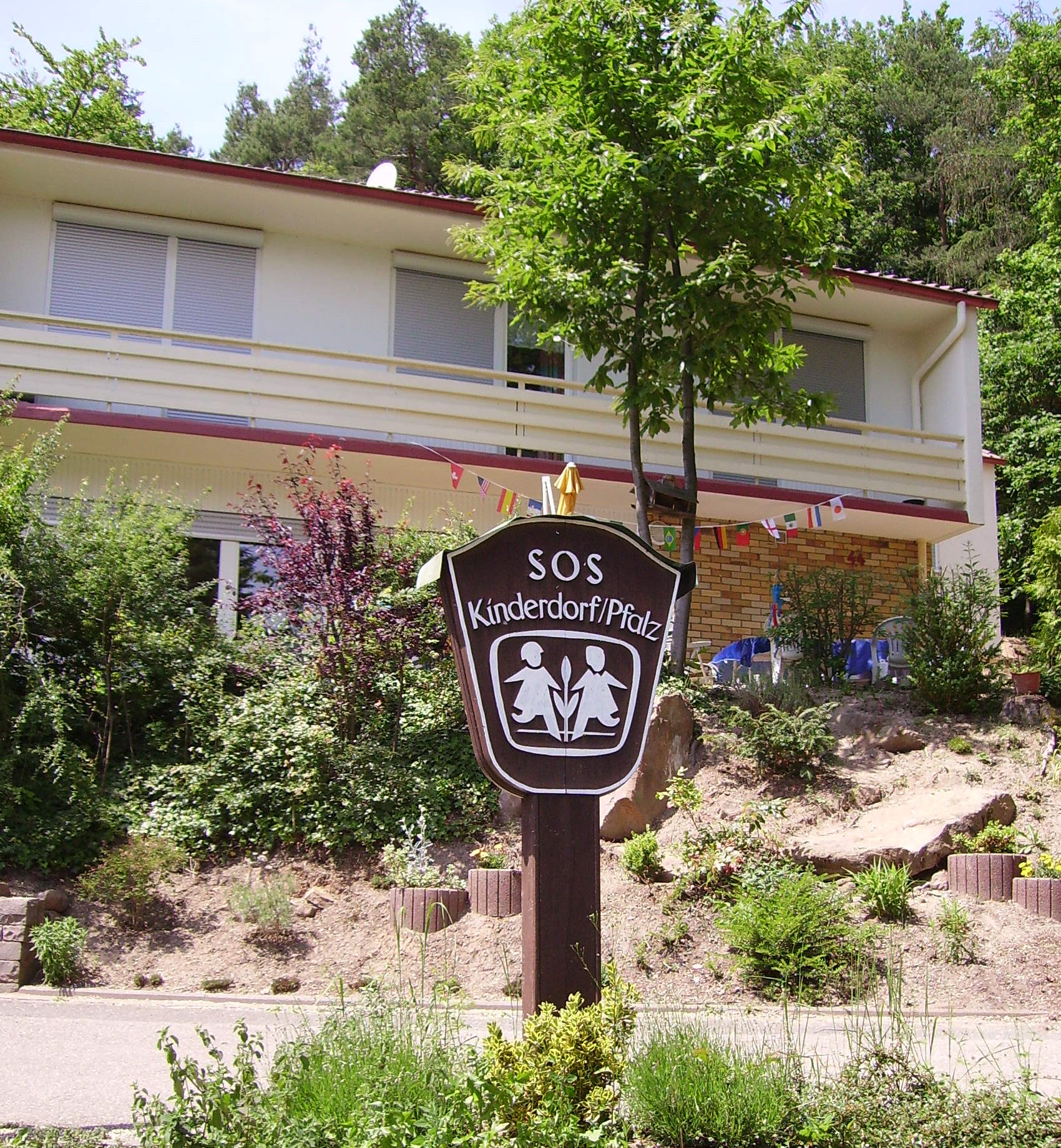
SOS-Kinderdorf
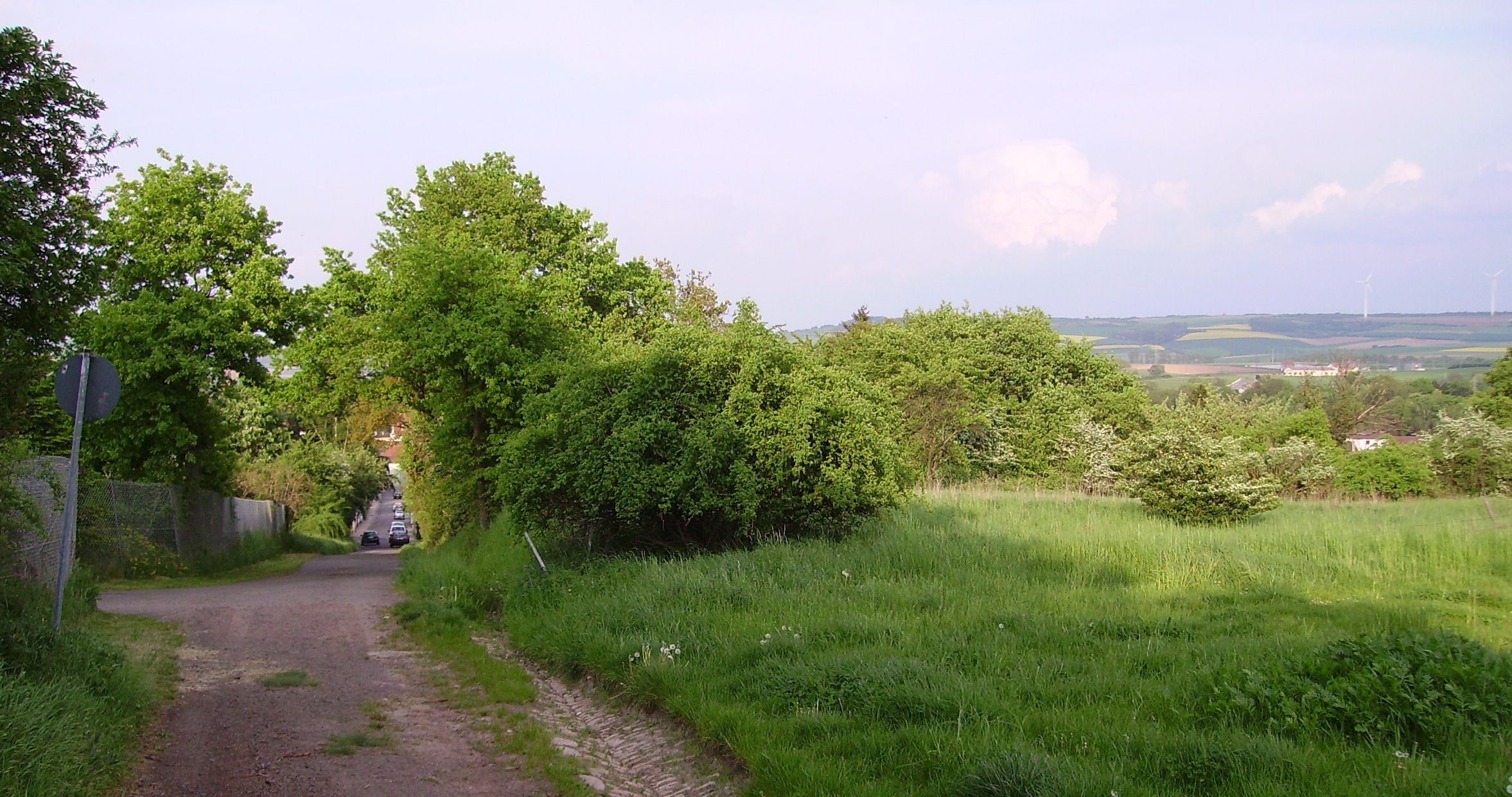
Anhöhe beim Tennisclub

### Bauwerke

#### Kulturdenkmäler

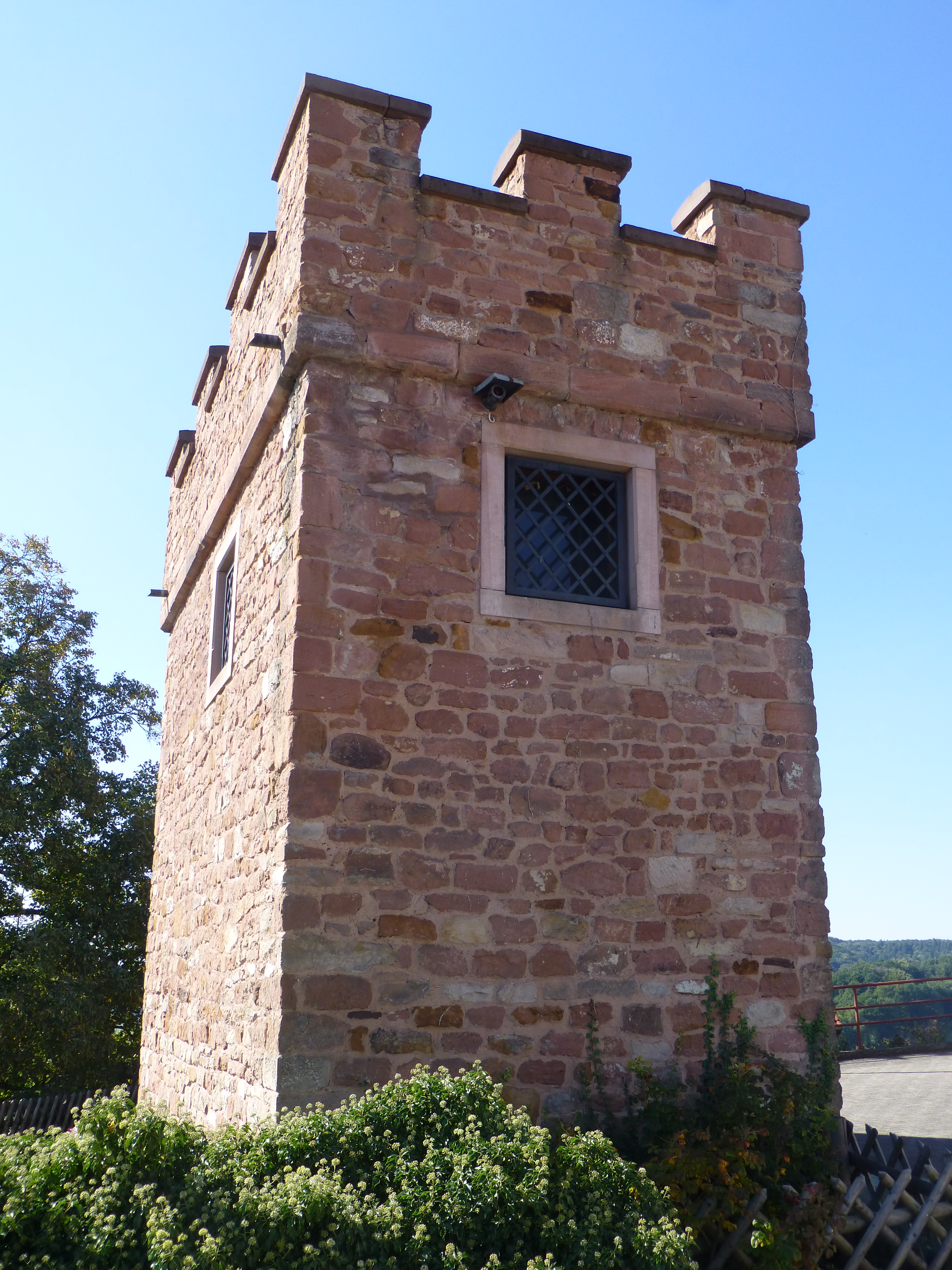
Glockenturm in Stauf

Die Burg Stauf, das Eisenwerk Gienanth sowie das Straßenbild der Wormser Straße und Tiefenthaler Straße sind als Denkmalzonen ausgewiesen.
Hinzu kommen außerdem zahlreiche Einzeldenkmäler, darunter das ehemalige Empfangsgebäude des Bahnhofs.

#### Sonstige Bauwerke
Im Eisenberger Stadtteil Stauf steht ein 1984 aus Stein errichteter 7,5 m hoher Glockenturm, der neben zwei historisch wertvollen Glocken auch eine 5,7 m hoch gelegene Aussichtsplattform bietet, von der man einen sehr guten Ausblick auf die Erhebungen des Pfälzerwalds hat. Der Turm ersetzte einen stählernen Glockenturm von 1950, der wiederum Nachfolger eines 1909 errichteten Holzturms war, in dem sich schon die ältere der beiden Glocken befand. Die etwas größere zweite Glocke wurde 1949 als Ersatz für die in den Kriegsjahren verlorengegangene Vorläuferin gegossen.
In der Kernstadt befindet sich der Storchenturm, der den Nachbau eines Wachtturms darstellt. Im Westen der Gemarkung weitab des Siedlungsgebiets liegt zudem das vom NS-Politiker Josef Bürckel errichtete Jagdhaus Lassmichinruh.

### Natur
Der Westen der Stadtgemarkung liegt im Naturpark Pfälzerwald, der wiederum zum Biosphärenreservat Pfälzerwald-Vosges du Nord gehört. Mit der nördlich von Steinborn stehenden Helincheneiche und zwei Edelkastanien am Lauberhof befinden sich innerhalb der Stadt zwei Naturdenkmale. Im Süden der Stadtgemarkung befindet sich zudem das Landschaftsschutzgebiet Erdekaut.

### Die „Unverwesliche Hand“

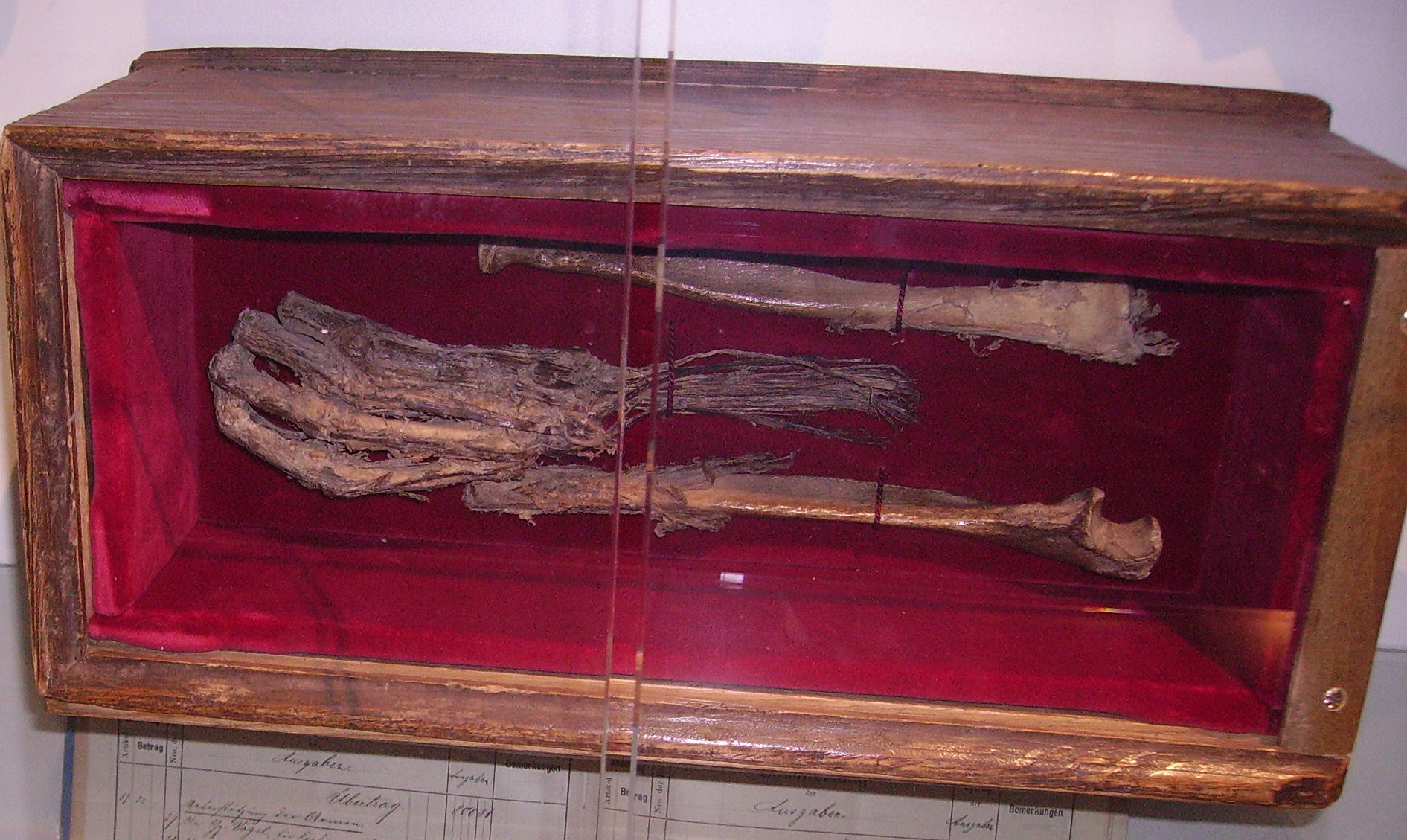
Die „Unverwesliche Hand“

In einem Schaukasten im Eingangsbereich der protestantischen Kirche wird die „Unverwesliche Hand“ gezeigt. Es handelt sich dabei um die mumifizierten Überreste einer menschlichen Hand, die mit der Sage um einen Meineid verbunden ist.

### Museen
Im Haus Isenburg, dem Heimatmuseum der Stadt, sind zahlreiche Fundstücke der Ausgrabungen aus dem römischen Vicus zu sehen, darunter eine Kopie des in Eisenberg gefundenen Eisenberger Brotstempels. Das Original sowie weitere Fundstücke befinden sich im Historischen Museum der Pfalz in Speyer. Von 1978 bis 1990 war außerdem das Puppenhaus Gienanth im Haus Isenberg ausgestellt. Im Süden der Gemarkung existieren zudem das Museum Riegelstein und der Römerpark Vicus Eisenberg.

### Vereine
- Die TSG Eisenberg bietet v. a. Fußball und Leichtathletik an.
- Der DRK-Ortsverein Eisenberg/Pfalz e. V. sorgt u. a. für Sanitätsdienste und Katastrophenschutz.

### Veranstaltungen
Im Juli 2015 fand eine Auszeichnung der Donnersberger Literaturtage in Eisenberg im Zuge der Verleihung des Bürgerpreises des Donnersbergkreises statt.

## Wirtschaft und Infrastruktur

### Industriegeschichte

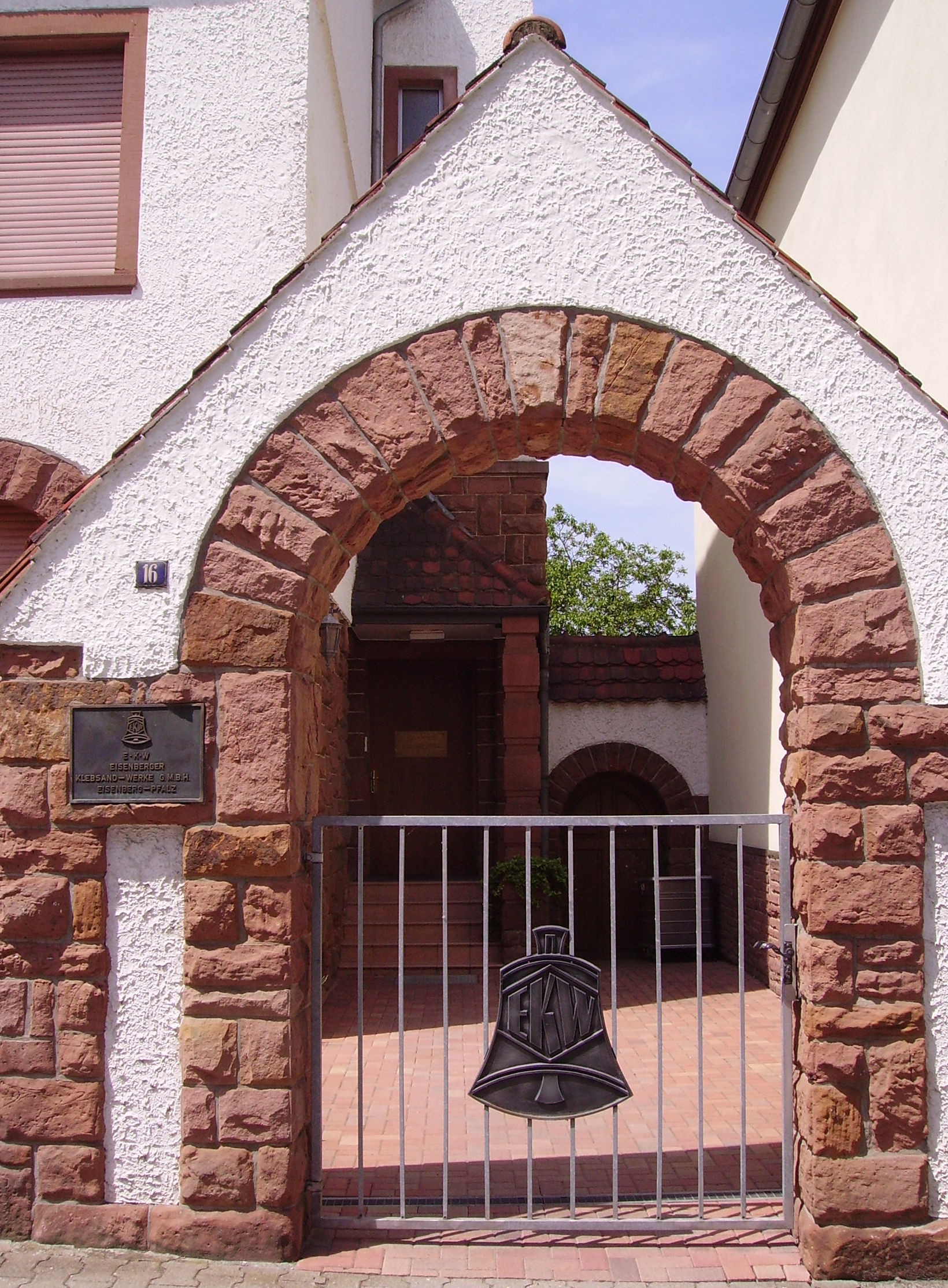
Klebsandwerke Eisenberg

Isenburg war der alte Name für Eisenberg, und beide Formen weisen auf frühere Eisengewinnung hin; entsprechende Gruben existierten im Süden der Stadtgemarkung. In noch größerem Maßstab wurde allerdings Ton abgebaut, stillgelegte Tongruben können besichtigt werden. Das Besucherbergwerk wurde zwar geschlossen, um dem aktuellen Ton-Tagebau Platz zu machen, doch in der Erlebnislandschaft Erdekaut werden den Besuchern die ökologischen Folgen des Bergbaus anschaulich gemacht.
Der Eisenberger Klebsand, ein bindefähiges Lockergestein mit besonders gutem Haftvermögen, gilt als reinster Klebsand der Welt. Der Eisenberger Klebsand besteht aus 14,5 % Ton, 6,5 Prozent Silt, 76 % Sand und 3 % Kies. Mineralogisch sind mehr als 85 % der Gesamtmasse reiner Quarz.

### Wirtschaft
Eisenberg ist der einzige größere Industriestandort innerhalb des Donnersbergkreises. Mit etwa 1.300 Beschäftigten größtes Unternehmen und zugleich ältester Betrieb in der Stadt ist die Eisengießerei Gienanth Eisenberg, die 1735 gegründet wurde. Ein weiterer wichtiger Arbeitgeber in der Stadt sind die Klebsandwerke Eisenberg. 2010 wurden sie durch den damaligen rheinland-pfälzischen Wirtschaftsminister Hendrik Hering mit dem Unternehmenspreis Rohstoffwirtschaft für Innovation ausgezeichnet.
Eisenberg ist außerdem Verwaltungssitz der AOK Rheinland-Pfalz/Saarland, der AZURIT Rohr GmbH und des 1978 gegründeten Augenoptikunternehmens Delker Optik. Erstere entstand, da die ursprünglich für 2012 geplante Gesundheitskasse Südwest nicht zustande gekommen war. Die vor Ort ansässige Langhammer Maschinenbau GmbH wurde 2008 von Winkler+Dünnebier übernommen und in W+D-Langhammer GmbH umbenannt.
Die Vereinigte VR Bank Kur- und Rheinpfalz und das Handelsunternehmen J. N. Köbig besitzen vor Ort je eine Filiale.

### Verkehr

#### Straßenverkehr

Straßennetz in und um Eisenberg

Über die Bundesstraße 47, die Eisenberg in Nord-Süd-Richtung durchquert, sind die Bundesautobahnen 6 im Süden (Anschlussstelle 18 Wattenheim, 4 km) und 63 im Norden (Anschlussstelle 12 Dreisen, 7 km) erreichbar. Die Landesstraße 395 verläuft in Ost-West-Richtung durch das Gebiet der Verbandsgemeinde und bindet als nächste größere Ortschaften Enkenbach-Alsenborn im Westen und Grünstadt im Osten an. Den Westen der Gemarkung quert die Landesstraße 396, die Ramsen mit Göllheim verbindet.
Die Kreisstraße 73 verbindet die Kernstadt mit dem Wohnplatz Seltenbach und dem Bahnhof Tiefenthal. Die Kreisstraße 74 beginnt im benachbarten Ramsen und führt durch die Eisenberger Waldgemarkung, wo sie den Wohnplatz Ochsenbusch passiert und danach die Grenze zum Landkreis Bad Dürkheim passiert; dort wird sie zur Kreisstraße 35 und endet in Hettenleidelheim. Die Kreisstraße 75 bindet die Stadtteile Steinborn und Stauf an; von dieser zweigt außerdem die Kreisstraße 76 nach Kerzenheim ab.

#### Öffentlicher Nahverkehr und Schienenverkehr

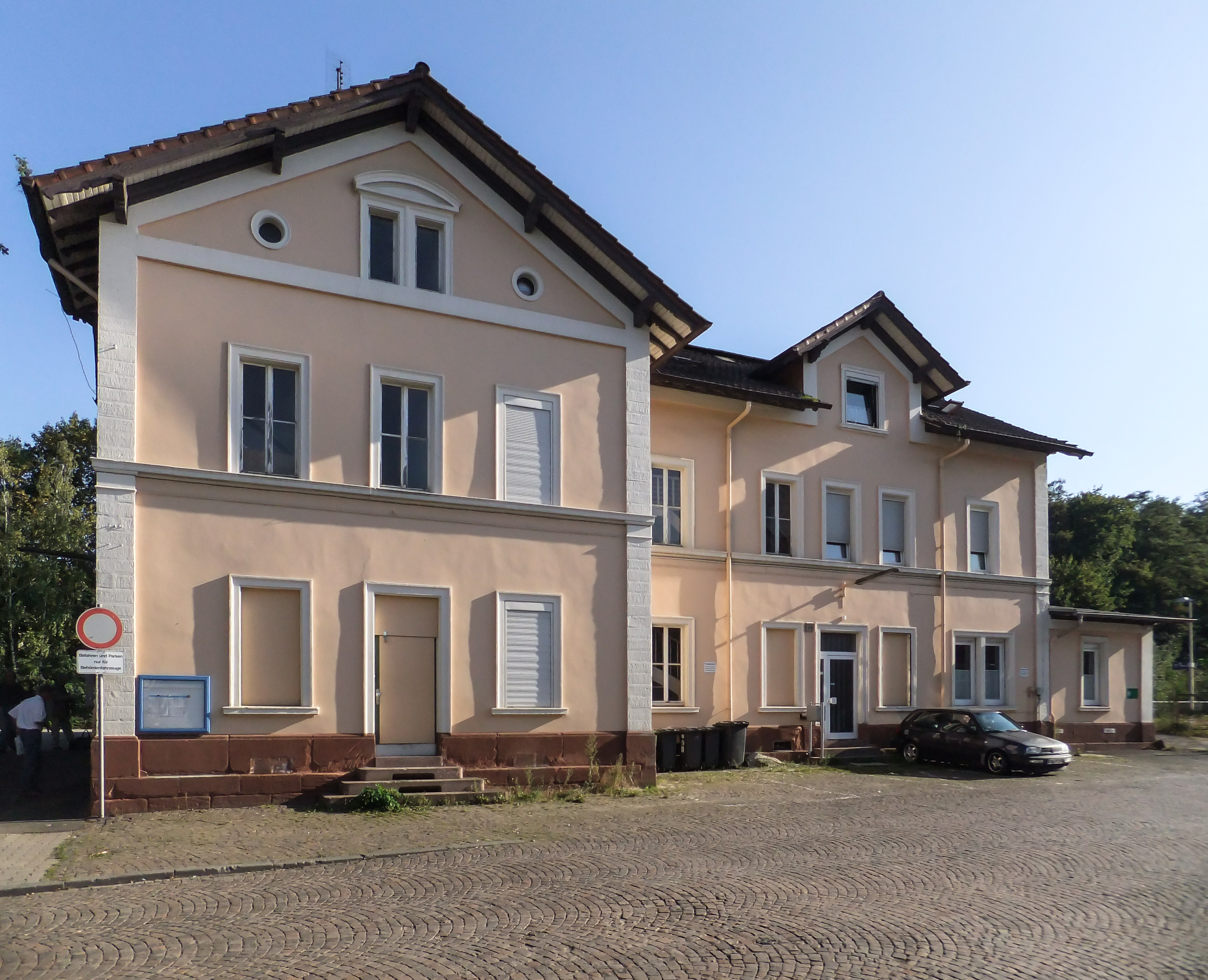
Bahnhof Eisenberg

Der öffentliche Nahverkehr ist in den Verkehrsverbund Rhein-Neckar (VRN) integriert, es gelten dessen Gemeinschaftstarife. Der Nahverkehr war ab 2000 im Westpfalz-Verkehrsverbund (WVV) organisiert, der seit Sommer 2006 vollständig in den Verkehrsverbund Rhein-Neckar integriert ist.
In Richtung Kirchheimbolanden und Kaiserslautern gibt es Busverbindungen; die durch das Unternehmen Behles Bus betriebene Buslinie 920 gilt als „RegioLinie“ und verbindet Eisenberg im Stundentakt mit Göllheim sowie Kirchheimbolanden; bis 2017 war für sie Omnibusverkehr Rhein-Nahe zuständig. Die Linie 902 schafft eine Verbindung nach Gaugrehweiler. Daneben existieren mit den Linien 917 und 918 zwei Stadtbuslinien.
Der Bahnhof Eisenberg liegt an der 1876 eröffneten Eistalbahn und war zunächst deren westlicher Endpunkt. Nach jahrzehntelangen Planungen folgte 1932 die Durchbindung bis nach Enkenbach. Der Personenverkehr wurde 1976 zunächst eingestellt, im Zeitraum von 1994 bis 2001 jedoch schrittweise reaktiviert. Die Züge verkehren von Frankenthal über Grünstadt nach Ramsen, an Sonn- und Feiertagen bis Eiswoog; es findet ein Taktverkehr durch Regionalbahnen statt.
Der Streckenabschnitt Ramsen–Enkenbach ist seit 1990 stillgelegt. An der Eiswoogbrücke haben sich im Lauf der Jahre Schäden ergeben. So ist der betonierte Mittelpfeiler einige Zentimeter nach Westen verschoben. Weitere Schäden traten im weiteren Streckenverlauf bei anderen Brücken auf.

### Tourismus

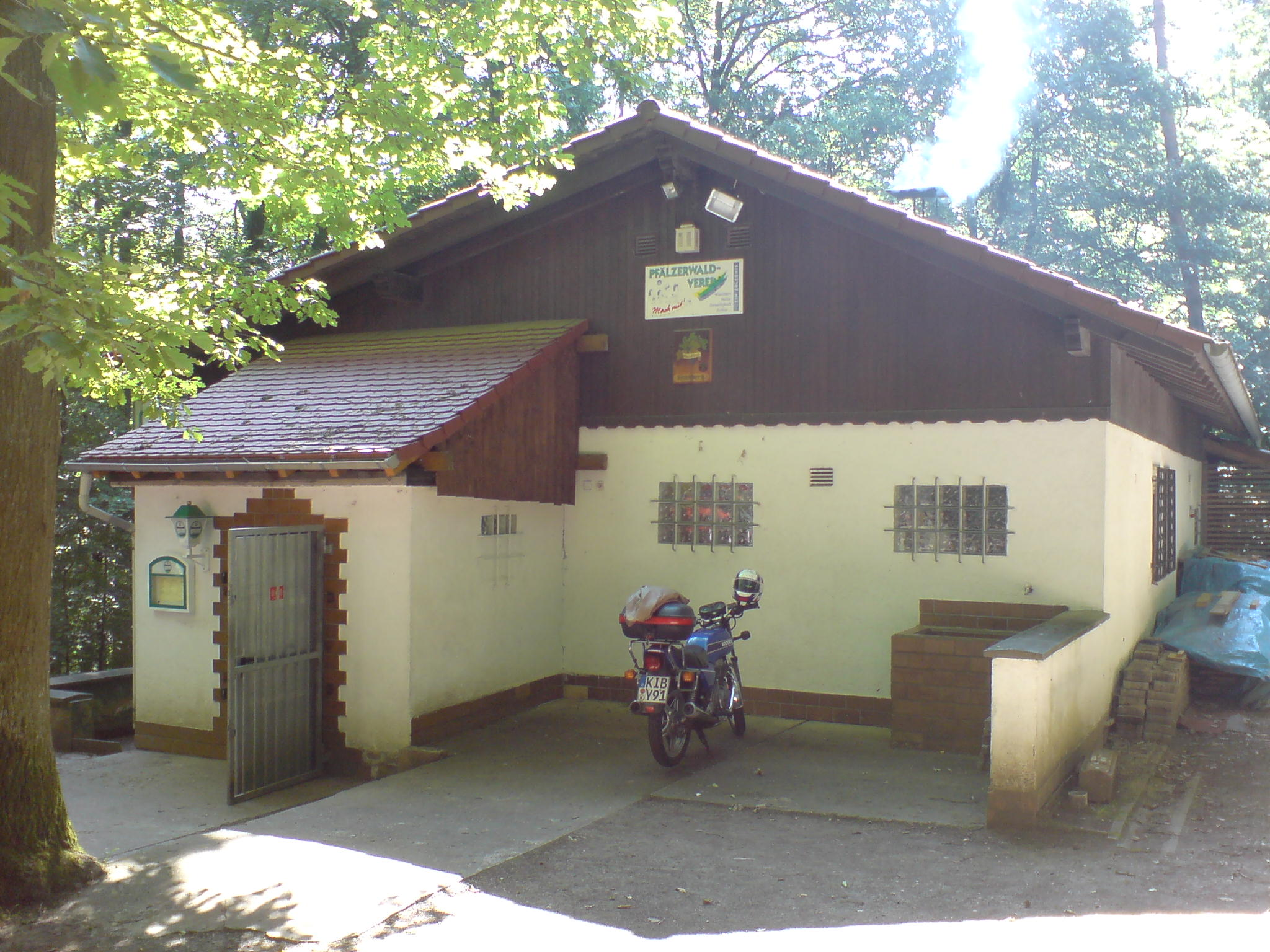
Waldhaus Schwefelbrunnen

Am nordwestlichen Rand der Kernstadt befindet sich mit dem Waldhaus Schwefelbrunnen eine Hütte des Pfälzerwald-Vereins, die 1976 eingeweiht wurde.
Durch Eisenberg verlaufen der Barbarossa-Radweg sowie der mit einem gelben Kreuz markierte Fernwanderweg Saar-Rhein-Main. Darüber hinaus liegt der Stadtteil Stauf am Fernwanderweg Staudernheim–Soultz-sous-Forêts, der mit einem blauen Balken gekennzeichnet ist und an einem solchen, der das Zeichen „blau-roter Balken“ trägt. Durch den äußersten Westen der Stadtgemarkung verläuft ein Wanderweg, der mit einem gelben Balken markiert ist. Zudem war die Stadt Station des Westpfalz-Wanderwegs.

### Bildung
Neben der als Grundschule fungierenden Pestalozzischule gibt es eine Integrierte Gesamtschule, eine Berufsbildende Schule und ein Wirtschaftsgymnasium. Aufgrund steigender Schülerzahlen wurde zum Schuljahresbeginn 2016/2017 an der Gesamtschule eine gymnasiale Oberstufe eingerichtet. Eisenberg verfügt über fünf Kindergärten.

## Persönlichkeiten

### Ehrenbürger
- Hermann Graf (* 17. Oktober 1887 in Eisenberg; † 16. März 1970 in Kaiserslautern) wurde 1963 zum Ehrenbürger ernannt insbesondere für seine Erforschung der Geschichte von Eisenberg und als Verfasser der Chronik zur Stadterhebung und Jubiläum „1200 Jahre Eisenberg (Pfalz)“.
- Ulrich Freiherr von Gienanth (* 6. Juni 1907; † 10. Dezember 1996), Geschäftsführer der Eisengießerei Gienanth wurde 1987 zum Ehrenbürger ernannt insbesondere für sein wirtschaftliches, politisches und soziales Engagement für die Heimatstadt.
- Willmuth Klausing (* 20. Juni 1936) wurde 2017 zum  Ehrenbürger ernannt wegen seiner Betätigung als Unternehmer, Kommunalpolitiker und Förderer der Eisenberger Vereine.

### Söhne und Töchter der Stadt
- Karl August Mayer (1808–1894), Lehrer und Schriftsteller
- Jakob Knauber (1869–1950), Priester der Diözese Speyer, Prälat, Studienprofessor und Heimatschriftsteller; er stiftete den Hochaltar der katholischen Kirche in Eisenberg.
- Curt Ludwig von Gienanth (1876–1961), Offizier, zuletzt, im Zweiten Weltkrieg, im Range eines Generals der Kavallerie
- Hermann Graf (1887–1970), Architekt, Schulleiter der Handwerkerschule Kaiserslautern und 1921 bis 1946 Direktor des Pfälzischen Gewerbemuseums
- Otto Fliesen (1888–1967), Unternehmer und Politiker (FDP)
- Georg Fischer (1888–1963), Politiker (SPD)
- Josef Diehl (1898–1971), Politiker (SPD), langjähriger Bürgermeister von Eisenberg
- Franz Osterroth (1900–1986), Politiker (SPD)
- Karl Schlee (1902–1988), Politiker (NSDAP)
- Valentin Rolzhäuser (1907–nach 1961), Journalist, Schriftleiter des Allgäuer Anzeigeblatt
- Paul Schwingel (1907–2006), Unternehmer, Erbauer der Einschienenbahn Drievliet
- Luitpold Debus (1908–1962), Widerstandskämpfer gegen den Nationalsozialismus
- Otto Schwerdt (1914–1975), SS-Hauptsturmführer
- Erich Boos (1918–1938), SS-Wachmann und vom Deutschen Reich hingerichtet
- Philipp Mayer (1918–1988), Politiker, Landtagsabgeordneter (SPD)
- Alwin Diemer (1920–1986), Philosoph, Phänomenologe, Wissenschaftstheoretiker
- Karl Albert Reisch (1926–1967), Landrat
- Hermann J. Roth (1929–2024), Pharmazeut, Hochschullehrer und Künstler
- Anita Rottmüller-Wörner (* 1942), Leichtathletin
- Norbert Mittrücker (* 1951), Politiker (CDU)

### Personen, die in der Stadt gewirkt haben
- Johann von Isenberg († 1484), Franziskaner-Minderbruder, kam aus Eisenberg und wurde als Titularbischof von Thermopylae/Mundinitza Weihbischof in Speyer.
- Peter Wilz war 1792/93 Mitglied des Rheinisch-Deutschen Nationalkonvents.
- Eugen von Gienanth (1846–1893), Eisenwerks- und Gutsbesitzer, starb vor Ort.
- Ferdinand Kolberg (* 1941), Gießereiingenieur, von 1988 bis 2006 Geschäftsführer der Eisengießerei Gebrüder Gienanth, erhielt das Bundesverdienstkreuz.
- Winfried Hirschberger (* 1945), Politiker (SPD), war von 1982 bis 1985 Stadtbürgermeister.
- Bernhard Oberle (1946–2022), Fußballspieler, spielte bis 1968 für die TSG Eisenberg.
- Andreas Kröhler (* 1966), Fußballspieler, spielte von 1976 bis 1988 für die TSG Eisenberg.
- Josefa Matheis (* 1966),[19] Langläuferin, startete 2008 und 2009 für die TSG Eisenberg.
- Sabine Rankel (1968–2022),[20][21] Langläuferin, startete von 1998 bis 2000 für die TSG Eisenberg und gewann während dieser Zeit drei Mal den Pfälzer Berglaufpokal.
- Rainer Guth (* 1970), Politiker (parteilos), Landrat des Donnersbergkreises seit 2017, lebt vor Ort.
- Max Kirschbaum (* 1986), Leichtathlet, wuchs vor Ort auf.
- Jaqueline Rauschkolb (* 1987), Politikerin (SPD), Landtagsabgeordnete seit 2014, ist in Eisenberg aufgewachsen.